# Étienne Riché
Pour les articles homonymes, voir Riché.
Étienne Riché, né le 15 juillet 1883 à Charleville (Ardennes) et mort le 31 juillet 1934 à Paris (Seine), est un homme politique et banquier français. 
Issu d'une famille de notables, Riché s'impose localement au cours de l'entre-deux-guerres en devenant le chef de file de la droite ardennaise. Homme de centre-droit, Il est « l'un des talents prometteurs » de sa génération. Ardent défenseur des Banques populaires, il s'intéresse aussi aux problèmes touchant l'aéronautique et s'investit dans les milieux anciens combattants.

## Biographie

### Origines et famille
Petit-fils de Jules François Riché, il est le fils de Maurice (1852-1913), bâtonnier de l'ordre des avocats de Charleville, et de Stéphanie Colle. Il est le frère aîné de Georges Riché et sa sœur Thérèse épouse Édouard Escarra tandis que sa sœur Françoise (1889-1984) épouse Émile Henriot.
Il épouse Madeleine Lenormand. Leur fils aîné Philippe, aviateur, meurt au début de la Seconde Guerre mondiale le 10 juin 1940 à Tagnon. Sa fille Hélène épouse en 1939 Jacques Alibert, fils de Raphaël Alibert. Enfin, leur dernier fils, Daniel a été, entre autres, délégué interministériel à l'insertion des jeunes .

### Première Guerre mondiale
Officier de réserve, Étienne Riché est mobilisé le 1er août 1914 au 91e régiment d'infanterie de Mézières où il a effectué son service militaire. Deux fois blessé, d'abord en septembre 1914 puis en juillet 1916, il est promu capitaine cette année-là et obtient deux citations. À sa demande, il est affecté à une unité aérienne au sein de laquelle il termine la guerre. 
Ancien combattant, Riché devient en 1932 président de l'Association des officiers de réserve de l'aéronautique.

### Carrière professionnelle
Ancien élève de l'École libre des sciences politiques et docteur en droit, Étienne Riché se tourne vers le secteur bancaire et s'investit dans les milieux mutualistes. Dans l'immédiat après-guerre, il participe à la fondation de la Société ardennaise de crédit puis dirige la Banque populaire de Charleville.
Il est le premier président de la Chambre syndicale des banques populaires de France. Il a d'ailleurs été le rapporteur du projet de loi visant à la créer en 1929. Une fois devenu député, la trajectoire professionnelle de Riché se confond avec son parcours politique. Il utilise son entregent pour promouvoir le crédit populaire auprès de ses collègues parlementaires et des gouvernements. Il est notamment à l'origine d'un groupe parlementaire de défense des Banques populaires.

### Carrière politique

#### Débuts
La carrière politique d'Étienne Riché commence en 1921. Propriétaire à Touligny, il parvient à se faire élire conseiller général du canton d'Omont, mandat qu'il conserve jusqu'à son décès. Aux élections législatives de 1924, il rejoint la liste de l'Union républicain ardennaise, une coalition regroupant les modérés du département, mais n'obtient pas de siège.  
Au début des années 1920, le conseiller général d'Omont adhère au petit et éphémère Parti républicain de réorganisation nationale fondé en 1919 par des hommes comme Colrat ou Bokanowski. Ce mouvement, appelé également « Quatrième République », réunissait alors des hommes de divers horizons politiques désirant un changement institutionnel. Par la suite, il se rapproche de l'Alliance démocratique.

#### Député et positionnement politique
Riché se présente comme radical indépendant en 1928 dans la première circonscription de Mézières. Il est élu de justesse face à Émile Jevais, maire SFIO de Braux, avec seulement six voix d'écart. Il doit sa victoire au maintien du communiste Mayer au second tour. A la Chambre, il adhère au groupe de la Gauche sociale et radicale, rejoignant ainsi des hommes nouvellement élus comme lui tels Cathala ou de Fels, qu'il avait côtoyés au Parti républicain de réorganisation nationale.  
En 1932, Riché passe dans la circonscription de Sedan qui vient d'être rétablie. Il est élu dès le premier tour face au socialiste Tellier et au communiste Sampaix. Son précédent groupe n'ayant pas été reconduit, il siège désormais avec la Gauche radicale. 

#### Activités parlementaires et extraparlementaires

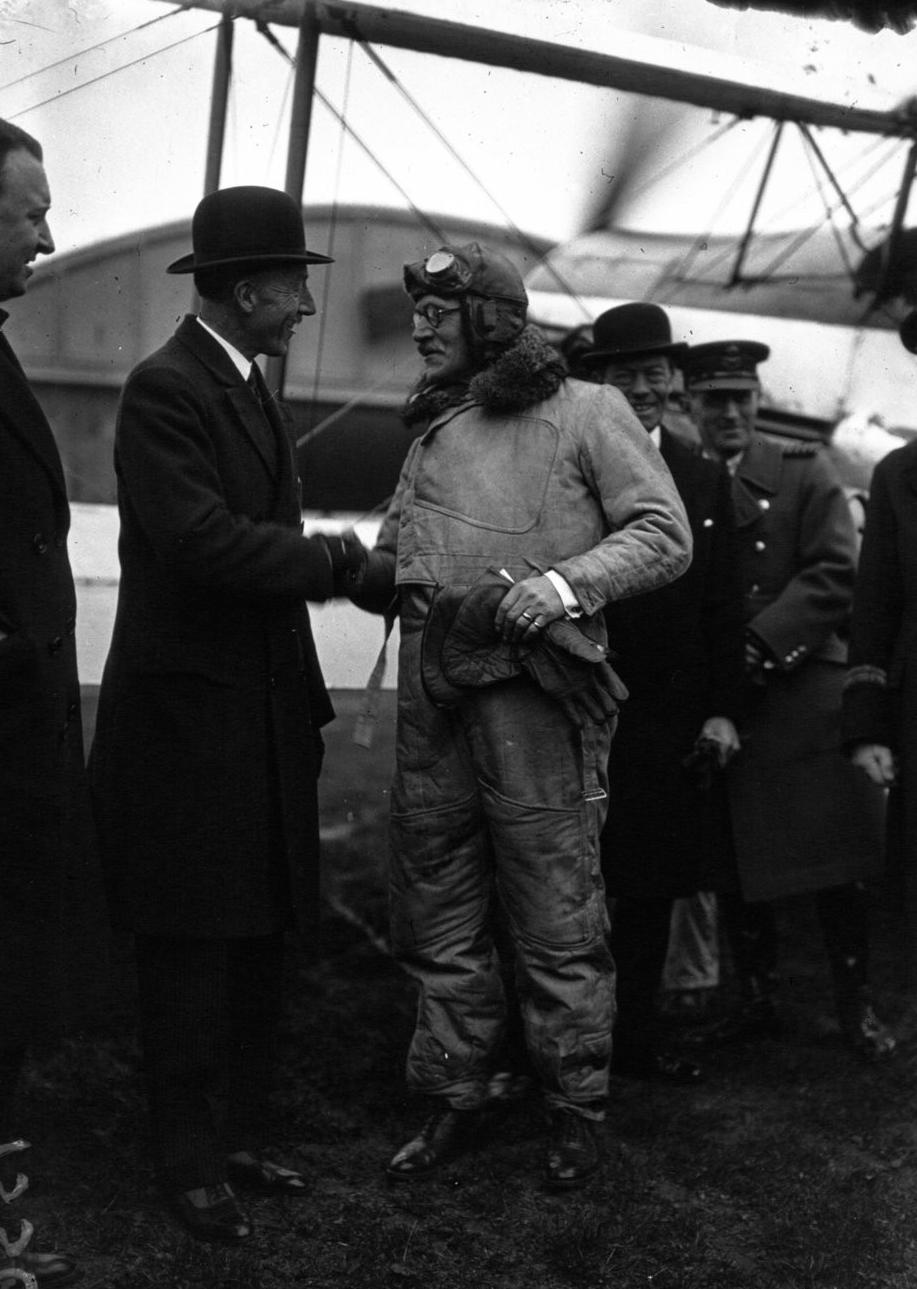
Étienne Riché, alors sous-secrétaire d'État à la Défense nationale, accueillant le premier ministre britannique Ramsay MacDonald au Bourget, le 20 avril 1932.

À la suite de sa première élection à la députation, il affirme à son ami Jean de Grandvilliers : « J'entre à la Chambre pour y exercer une action bien déterminée. Je veux y sauver notre aviation, je n'y veux pas d'autre tâche ». Depuis son passage dans l'aviation lors de la Première Guerre mondiale, Riché montre en effet un grand intérêt pour les questions aériennes, tant civiles que militaires. Il entre à la commission de l'Aéronautique en 1929 puis en prend la présidence en 1933. La même année, il devient président de l'Aéro-Club de France, succédant à Pierre-Étienne Flandin. 
Il occupe les fonctions de sous-secrétaire d'État à l'Air de janvier 1931 à février 1932 au sein des trois premiers gouvernements Laval, puis est nommé sous-secrétaire d'État à la Défense nationale entre février et mai 1932 dans le troisième gouvernement Tardieu. De cette activité gouvernementale, on lui doit notamment la fondation de l'École des apprentis mécaniciens de l'Armée de l'air, devenue École de formation des sous-officiers de l'Armée de l'air. 
Malade, Riché se met en congé parlementaire en 1933. Mais ses responsabilités le rappellent et l'obligent à revenir siéger. C'est le cas en mars 1934 lors du vote d'une loi réformant la Chambre syndicale des Banques populaires. 
Comme ancien combattant de la Grande Guerre, il adhère à l'association des Croix-de-Feu, dont son frère Georges est d'ailleurs le trésorier. Lors des manifestations du 6 février 1934, Étienne Riché, présent à la Chambre, tient par liaison téléphonique La Rocque au fait de l'attitude de ses collègues parlementaires face aux événements qui se déroulent alors. 
Rattrapé par la maladie, Riché s'éteint à Paris le 31 juillet 1934. Le lieutenant-colonel André Langeron déclare devant le cercueil dans une détresse bouleversante d'après Grandvilliers : « Un tel homme ne peut être remplacé, lui seul eût été capable de garder à la France sa place de grande puissance aérienne, lui seul possédait l'indépendance, la méthode et la foi ! L'équipe des Ailes décapitée retrouvera-t-elle un chef digne d'elle ? ».
Riché, avec quelques autres modérés tels Piétri ou Franklin-Bouillon, a contribué à lancer la carrière du jeune Edmond Barrachin. C'est d'ailleurs ce dernier qui lui succède à la députation de l'arrondissement de Sedan lors de l'élection partielle de novembre 1934.

## Fonctions gouvernementales
- Sous-secrétaire d'État à l'Air du 27 janvier 1931 au 13 juin 1931 dans le gouvernement Pierre Laval (1).
- Sous-secrétaire d'État à l'Air du 13 juin 1931 au 12 janvier 1932 dans le gouvernement Pierre Laval (2).
- Sous-secrétaire d'État à l'Air du 14 janvier 1932 au 6 février 1932 dans le gouvernement Pierre Laval (3).
- Sous-secrétaire d'État à la Défense nationale du 20 février 1932 au 10 mai 1932 dans le gouvernement André Tardieu (3).

## Décorations et hommage
- Chevalier de la Légion d'honneur.
- Croix de guerre 1914-1918.
- Chevalier de l'ordre de la Couronne (Belgique).
- Croix de guerre (Belgique)[16].
- Chevalier de l'Ordre des Saints-Maurice-et-Lazare.

Sa famille a créé en 1955 un prix Étienne et Philippe Riché qui vise à aider des jeunes à poursuivre une carrière dans l'aéronautique. En 2014, après plusieurs années d'abandon, il a de nouveau été décerné par la Fondation Riché.
L'Aérodrome de Charleville-Mézières a été dénommé officiellement le 22 septembre 2017 Aérodrome des Ardennes - Étienne Riché en son honneur.